# Erlinsbach (Soleura)
Erlinsbach é uma comuna da Suíça, situada no distrito de Gösgen, no cantão de Soleura. Tem 8,90 km² de área e sua população em 2018 foi estimada em 3.556 habitantes.